# Las siamesas
Las siamesas es una película de Argentina filmada en colores dirigida por Paula Hernández según su propio guion escrito en colaboración con Leonel D'Agostino sobre el cuento homónimo de Guillermo Saccomano que se estrenó el 24 de noviembre de 2020 y que tuvo como actores principales a Rita Cortese,  Valeria Lois y  Sergio Prina.

## Sinopsis
Madre e hija viven solas en la ciudad de Junín y deben viajar en micro hasta una localidad de la costa atlántica para ver unos departamentos heredados. La película  narra el viaje de estos dos personajes, cuya relación simbiótica, difícil, se reflejan en los diálogos que mantienen entre sí y con uno de los choferes.

## Reparto
Participaron del filme los siguientes intérpretes:
- Rita Cortese ...Clota
- Valeria Lois...Stella
- Sergio Prina...Primo
- Sebastián Arzeno
- Edgardo Castro

## Comentarios
Leonardo D’Espósito en la revista Noticias escribió:

”Esta historia de una madre y una hija en relación simbiótica a las que el destino les impone la posibilidad de establecer una necesaria separación, se sustenta en tres virtudes: los trabajos de Valeria Lois y Rita Cortese y la dirección de Hernández, que bucea en la relación de los personajes con planos a veces claustrofóbicos, tan protectores como temibles, sin dejar de lado el humor. Es muy interesante la exploración de la relación madre-hija a partir de los planos donde cada una está sola. Parece contradictorio en principio pero cuaja con la tensión del film.”

Diego Brodersen en Página 12 opinó:

”… un film de cámara intencionalmente asfixiante, con un dejo teatral que no parece inconsciente. …La historia introduce inteligentemente a un personaje desdibujado en el cuento original, el chofer siempre sonriente…válvula de escape de una Stella que parece a punto de explotar. O, por el contrario, de implotar, sus planes a futuro anclados en un deseo de independencia que no es sencillo llevar a la práctica….La cámara y la edición, en tanto, elaboran planos con ligeros desequilibrios y trabajan la idea de la simetría, ya sea en encuadres generales o mediante el plano-contraplano. Las dos mujeres son una única imagen frente al espejo, un fantasma que no quiere verse. Pero también las dos mitades de un ente que pugna, sin éxito, por dividirse.”

## Premio
Festival Internacional de Cine de Mar del Plata 2020
- Paula Hernández ganadora del premio FLOW

Premios Goya
- Nominada a Mejor película de Habla Hispana